# Den ene og den anden
Den ene og den anden er en dansk kortfilm fra 2000, der er instrueret af Lasse Handberg.

## Handling
Filmen er en historie renset for navne, men i stedet fuld af følelser svingende med pendulets bløde kurver fra en ren kærlighed til jalousien over i det fuldstændige overmål af vreden.